# 42 (liczba)
42 (czterdzieści dwa) – liczba naturalna następująca po 41 i poprzedzająca 43.

## 42 w nauce
- liczba atomowa molibdenu
- obiekt na niebie Messier 42
- galaktyka NGC 42
- planetoida (42) Isis

## 42 w kalendarzu
42. dniem w roku jest 11 lutego. Zobacz też, co wydarzyło się w 42 roku n.e.

## 42 w kulturze
- liczba 42 jest w książkach Douglasa Adamsa odpowiedzią na Wielkie pytanie o życie, wszechświat i całą resztę (Ultimate Question of Life, the Universe, and Everything)[1]